# Meteorologiåret 1858

## Händelser

### Juli
- 31 juli – Stora hagel drabbar Minnesota, USA.[1]

### December
- 1 december - I Sverige inleds väderobservationsverksamhet vid ett nät av meteorologiska stationer som inrättats av Kungliga Vetenskapsakademien.[2]

### Okänt datum
- Temperaturmätningar i Sydney, New South Wales, Australien inleds.[3]
- I Sverige börjar man göra dagliga mätningar av sjön Vätterns vattenstånd vid Motala.[4]

## Födda
- 7 oktober – Charles Frederick Marvin, amerikansk meteorolog.

## Avlidna
- 31 oktober – William Reid, brittisk meteorolog.
- okänt datum – Henry Piddington, brittisk meteorolog.